# شبکه هوشمند مخابرات
شبکه هوشمند (IN) ساختاری است که به وسیلهٔ آن مشترکین مخابرات می‌توانند از چند گونه از خدمات مرتبط فناوری اطلاعات با سهولت بیشتری استفاده کنند.
این شبکه از گره‌های سخت‌افزاری و نرم‌افزاری تشکیل شده تا با استفاده از پروتکل‌های خاص امکان ارائه سرویس‌های ویژه، برای مشترکین تلفن ثابت و تلفن همراه فراهم شود.
به کارگیری پایگاه‌های اطلاعاتی در شبکه و فراهم نمودن امکان دسترسی برای مشترکین و اپراتورهای خصوصی، افزایش درآمد برای اپراتورها، بالا بردن تعداد مکالمات موفق، استفاده مؤثر از منابع شبکه، مدیریت قابل انتقال بر روی سرویس‌ها و امکان کنترل پارامترهای ارائه سرویس توسط مشترک از جمله مزایای پیاده‌سازی شبکه هوشمند است.
مهمترین سرویس‌هایی که شبکه هوشمند ارائه می‌کند عبارتنداز:

## سرویس صندوق پست صوتی
صندوق پست صوتی (به انگلیسی: Voicemail) قادر به ثبت پیام‌های تلفنی نمابر و ایمیل برای مشترکین است. از این سرویس به عنوان تلفن مجازی نیز می‌توان بهره گرفت.

## سرویس مکالمات انبوه
(به انگلیسی: Mass Calling Service)
با استفاده از این سرویس اپراتور شبکه می‌تواند به‌طور موقت یک شماره تلفن را جهت استفاده‌کننده از سرویس اختصاص دهد و هر زمانی که یک مکالمه با این شماره بر قرار شود، استفاده‌کننده یک پیام را دریافت نموده تا نسبت به وارد کردن اعداد بیشتری جهت نشان دادن یک اولویت یا تقدم اقدام نماید.

## سرویس نظر سنجی
(به انگلیسی: Tlevoting)
این سرویس یکی از سرویس‌های زیرگروه سرویس مکالمه انبوه می‌باشد که شامل سرویس VOTیا نظرسنجی تلفنی است. در این نظرسنجی جواب سؤال اهمیت ندارد و فقط دادن رای و جمع‌آوری نظر مورد توجه‌است

## سرویس کارت اعتباری
(به انگلیسی: Prepaid Card Service)
برای استفاده از این سرویس، باید کارت‌های اعتباری را از دفاتر امور مشترکین و خدمات ارتباطی به صورت آنلاین تهیه کرد و سپس با یک تلفن معمولی (همگانی –ثابت) می‌توان با هر نقطه از کشور یا حتی داخل شهر تماس بر قرار نمود و هزینه تماس از کارت اعتباری مربوطه کسر می‌شود. پس از خرید کارت دو شماره شامل یک شماره ۸ رقمی که شماره کارت است ویک شماره چهاررقمی که رمز عبور است روی کارت نوشته شده که برای برقراری ارتباط مورد استفاده قرار می‌گیرد.
این کارت‌ها امکان اتصال به خط را نیز دارا می‌باشند و در صورت اتصال به خط، دیگر نیازی به وارد کردن شماره کارت و رمز نمی‌باشد.
اعتبار این کارت‌ها تا تاریخ درج شده بر روی کارت یا سه ماه پس از بر قراری اولین تماس می‌باشد.

## سرویس شبکه خصوصی مجازی
با وجود شبکه هوشمند و با استفاده از امکانات شبکه عمومی می‌توان یک شبکه اختصاصی مجازی برقرار نمود. سرویس شبکه خصوصی مجازی برای یک شبکه اختصاصی برای شرکت‌ها یا سازمان‌های دارای واحدهای گسترده در سطح شهر و شهرستان یا خارج از کشور می‌شود.

### سرویس تفکیک هزینه یا خدمات مشاوره‌ای
(به انگلیسی: Premium Rate Service)
این سرویس برای اپراتورها این امکان را فراهم می‌سازد که اطلاعات فروش و عرضه محصولات یا خدمات مشاوره‌ای خود را با یک روش اقتصادی ارائه نماید.
عمده خدماتی که در حال حاضر از طریق این سرویس ارائه می‌شوند خدمات مشاوره است.
استفاده از خدمات مشاوره‌ای یکی از استفاده‌های بهینه از این شبکه است.
استفاده از خدمات مشاوره‌ای متخصصین در زمینه‌های مختلف (حقوقی، پزشکی، روانشناسی، فنی و …) با پرداخت هزینه مشاوره از طریق این سرویس انجام می‌شود.
امکان ارتباط با اینترنت در هر زمان بدون نیاز به تهیه کارت‌های مختلف و رمز عبور، دسترسی به اطلاعات و اخبار مربوط به سازمان‌ها نظیر هواشناسی، هواپیمایی، اخبار ورزشی و … از دیگر قابلیت‌های این سرویس است.
دارنده این سرویس ۸۰ درصد درآمدهای حاصل از مکالمات مشاوره‌ای را دریافت می‌کند و حق‌الزحمه شرکت‌های اینترنتی، ۷۰ درصد درآمدهای حاصل از ارائه این سرویس است. سرویس کشوری ۶۵ درصد درآمد حاصل را به مشاور پرداخت می‌کنند.
-بر اساس مفاد قرارداد واگذاری این سرویس، برقراری سرویس مشاوره برای متقاضیان مستلزم پروانه کار از مراجع ذی‌صلاح ویا مجوز مجامع صنفی موضوع فعالیت است و اعلام قیمت مشاوره از طریق همان مراجع می‌باشد.

### اینترنت هوشمند
اینترنت هوشمند همان Premium Rate Service که به جای مشاوره امکان دسترسی به اینترنت را مهیا می‌کند، نرخ مکالمه برای این سرویس دقیقه‌ای ۵ تومان می‌باشد که برخی از شرکت‌های سرویس دهنده هزینه پالس تلفن را نیز تقبل کرده‌اند و برخی دیگر تقبل نکرده‌اند.

### تلفن هوشمند
تلفن هوشمند اینترنتی همان سرویس صدا روی پروتکل اینترنت است که از طریق Premium Rate Service ارائه می‌شود، این روش هم مشابه اینترنت هوشمند است با این تفاوت که نرخ آن بسته به شرکت و مقصد مکالمه متفاوت است و شرکت‌های سرویس دهنده مکالمه با برخی نقاط به خصوص را امکان‌پذیر کرده‌اند، نرخ مکالمه این سرویس بر اساس گران‌ترین مقصد قابل مکالمه در نظر گرفته شده‌است که عملاً هزینه مکالمه را نسبت به مکالمه عادی VoIP بسیار گران‌تر می‌کند.
شرکت‌ها، موسسات، سازمان‌ها و واحدهای صنفی که دارای دفاتر و شعبات متعدد می‌باشند، از عمده‌ترین کاربران این سرویس هستند. مؤسسه دارنده این سرویس، تنها یک شماره از شبکه هوشمند را به آگاهی مشتریان خود می‌رساند، ولی شبکه IN، ارتباط مشتری را با شعبه‌ای از شرکت که نزدیکترین فاصله را با او دارد، برقرار می‌کند. صرفه‌جویی در هزینه‌های گزاف تبلیغات و سهولت به‌خاطرسپاری یک شماره، به جای شماره‌های متعدد و امکان ارتباط در محدوده‌های خاص زمانی از دیگر مزایای این سرویس است.
(شماره فراگیر ۱۰ رقمی است و با پیش‌شماره ۹۰۹۲۲۱) شروع می‌شود. امکان ارتباط با این شماره از طریق تلفن همراه و شهرستان فراهم است. دارنده این سرویس می‌تواند از نظر محدوده جغرافیایی یا محدوده زمانی سرویس را تعریف کند).